# Alexis Dumont

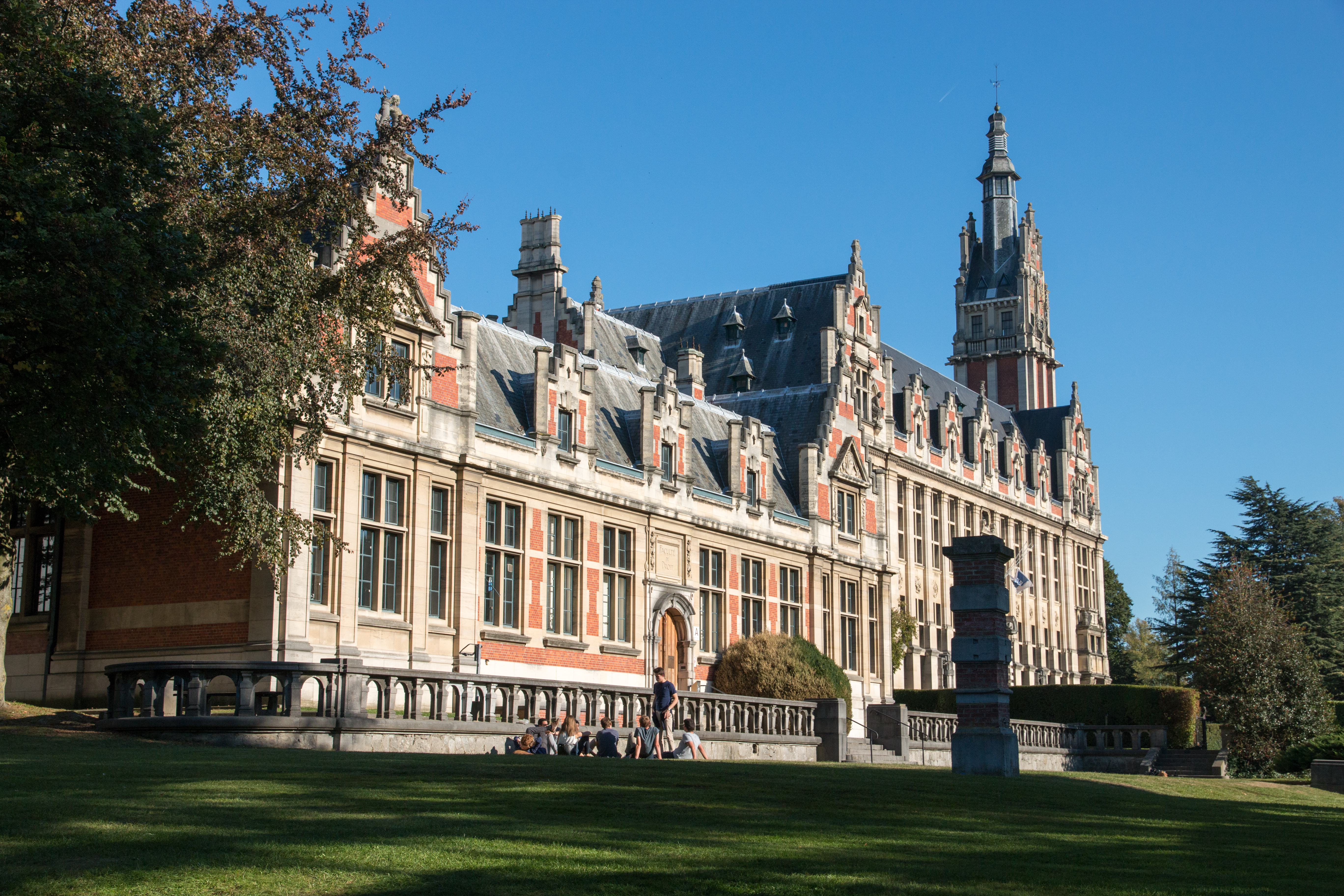
Gebouw A van de Université Libre de Bruxelles (1924-1928)

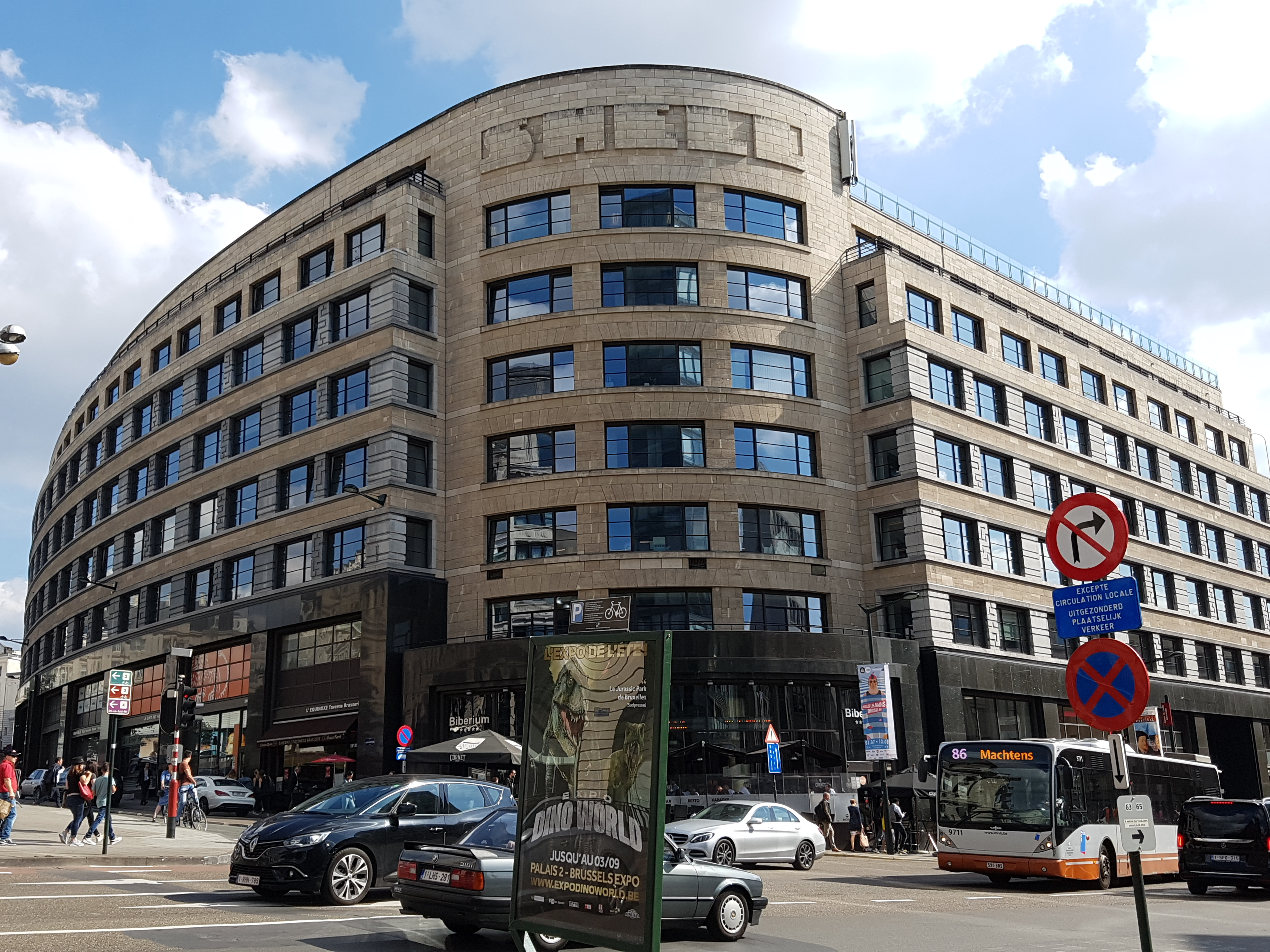
Shellgebouw (1930-1934)

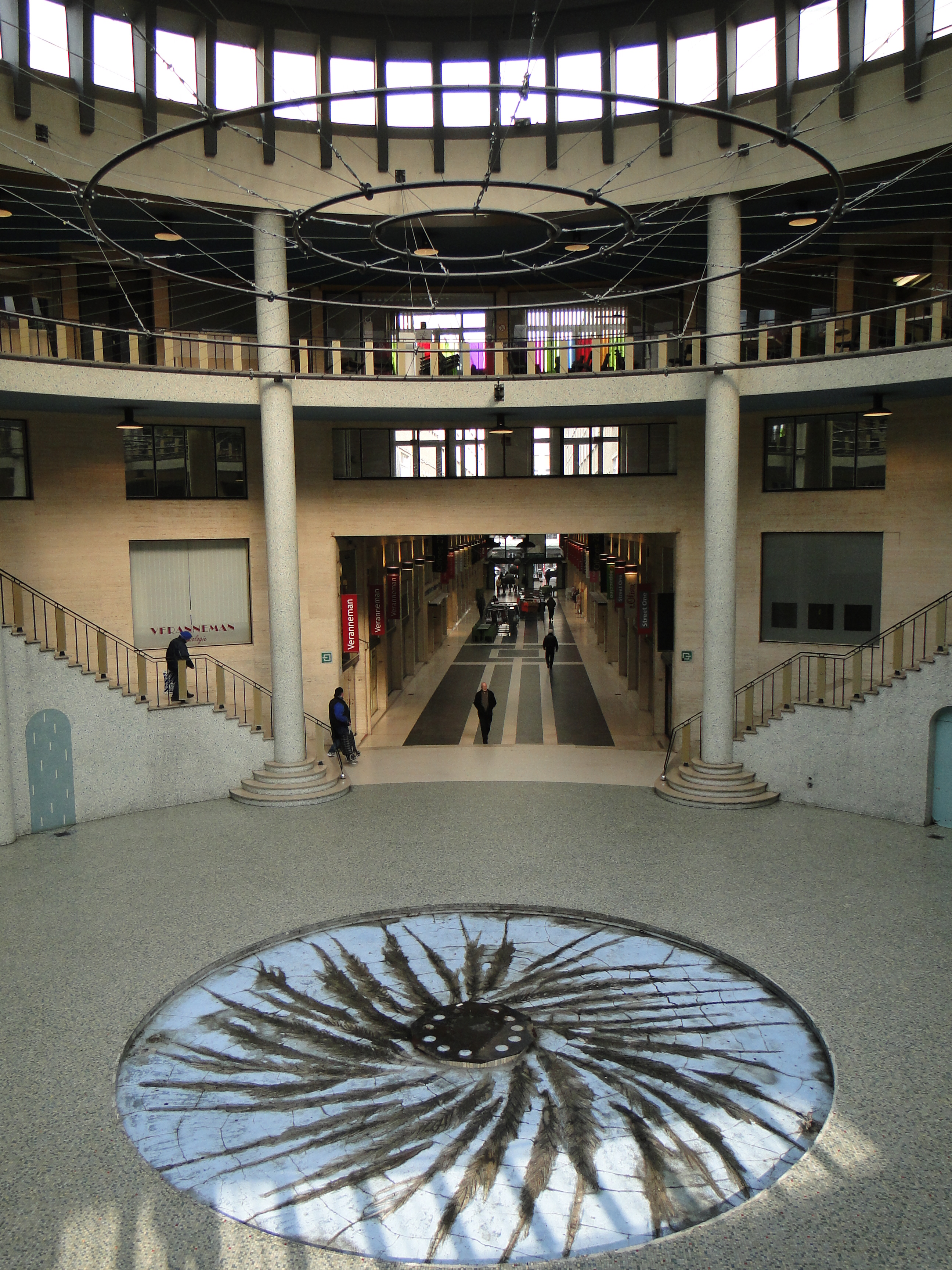
Ravensteingalerij (1954-1958)

Alexis Dumont (Sint-Jans-Molenbeek, 28 januari 1877 - Elsene, 12 januari 1962) was een Belgische architect. 

## Leven
Alexis Dumont verliet het atheneum rond zijn 17e en ging les volgen aan de Kunstacademie van Brussel, waar hij zijn architectendiploma behaalde (1896-1901). Na een stage bij de Londense architect Albert Edward Pridmore ging hij werken in het atelier van zijn vader Albert Dumont in Brussel. Al vóór 1902 liet vader Dumont hem mee gevels signeren, ook al was zijn inbreng nog ondergeschikt. Tot de Eerste Wereldoorlog realiseerden ze een zestigtal villa's in De Panne in een gebied dat bekend kwam te staan als de Dumontwijk. Het waren vooral cottages met soms art-nouveautoetsen. Na de oorlog had Alexis Dumont veel werk door de heropbouw en nam hij de leiding van het atelier over. Zijn belangrijkste realisatie in deze periode waren de nieuwe gebouwen van de Université Libre de Bruxelles in neo-Vlaamse-renaissance (administratie, bibliotheek, rechtenfaculteit, letterenfaculteit, geneeskundefaculteit). 
In de jaren 30 was Dumont op zijn hoogtepunt. Hij was grotendeels verantwoordelijk voor de invulling van de kaalslag die door de Noord-Zuidverbinding was gecreëerd in het gebied tussen het Koningsplein en de Magdalenasteenweg. Op de plek waar 31 bouwblokken en 1.200 huizen waren omgegooid, kwam de eerste zakenwijk van Brussel. Dumont tekende voor vier van de vijf kantoorgebouwen, samen met Marcel Van Goethem. Voor het hoogteverschil tussen beneden- en bovenstad kwamen ze met een geraffineerde oplossing. De kantoren kregen moderne lunchrooms, conferentiezalen, parkeergarages en winkelruimtes langs de straatkant. Dumonts stijl was krachtig en sober, modern zonder avant-gardistisch te zijn: hij behield banden met de traditie en waakte over schaal en volumes. Ook de Citroëngarage die hij in 1933 ontwierp, situeerde zich tussen modernisme en art deco in. In de jaren 50 tekende Dumont nog de Ravensteingalerij en het hoofdkantoor van het Verbond der Belgische Nijverheid. Hij was toen al de 75 voorbij en liet zich bijstaan door zijn neef Philippe en zijn achterneef Yves. 

## Realisaties (selectie)
- Cottages in de Dumontwijk, De Panne (1902-1914)
- Hotel Continental, De Panne (1908)
- Université du Travail in Charleroi (1911)
- Gemeentehuis van Lobbes (1920-1924)
- Ecole Normale Provinciale pour jeunes-filles in Jodoigne (1920-1922)
- Casino van De Panne (1922)
- Campus Solbosch van de Université Libre de Bruxelles (1924-1928), tegenwoordig de gebouwen A, J, W, X en Y
- Institut des Arts et Métiers in Brussel (1926-1928)
- Achtergevel van het hoofdkantoor van Deutsche Bank in Brussel (1929-1932)
- Shellgebouw (1930-1934), met Marcel Van Goethem
- Citroëngarage met magazijnen (1933)
- Hoofdkantoor van de Assurances Générales de Trieste (Generali) in Brussel (1936), met Marcel Van Goethem
- Villa De Coene in Ukkel (1937)
- Ravensteingalerij (1954-1958), met Philippe Dumont
- Hoofdkantoor van het Verbond der Belgische Nijverheid (1955-1958), met Philippe Dumont